# オープンエデュケーション

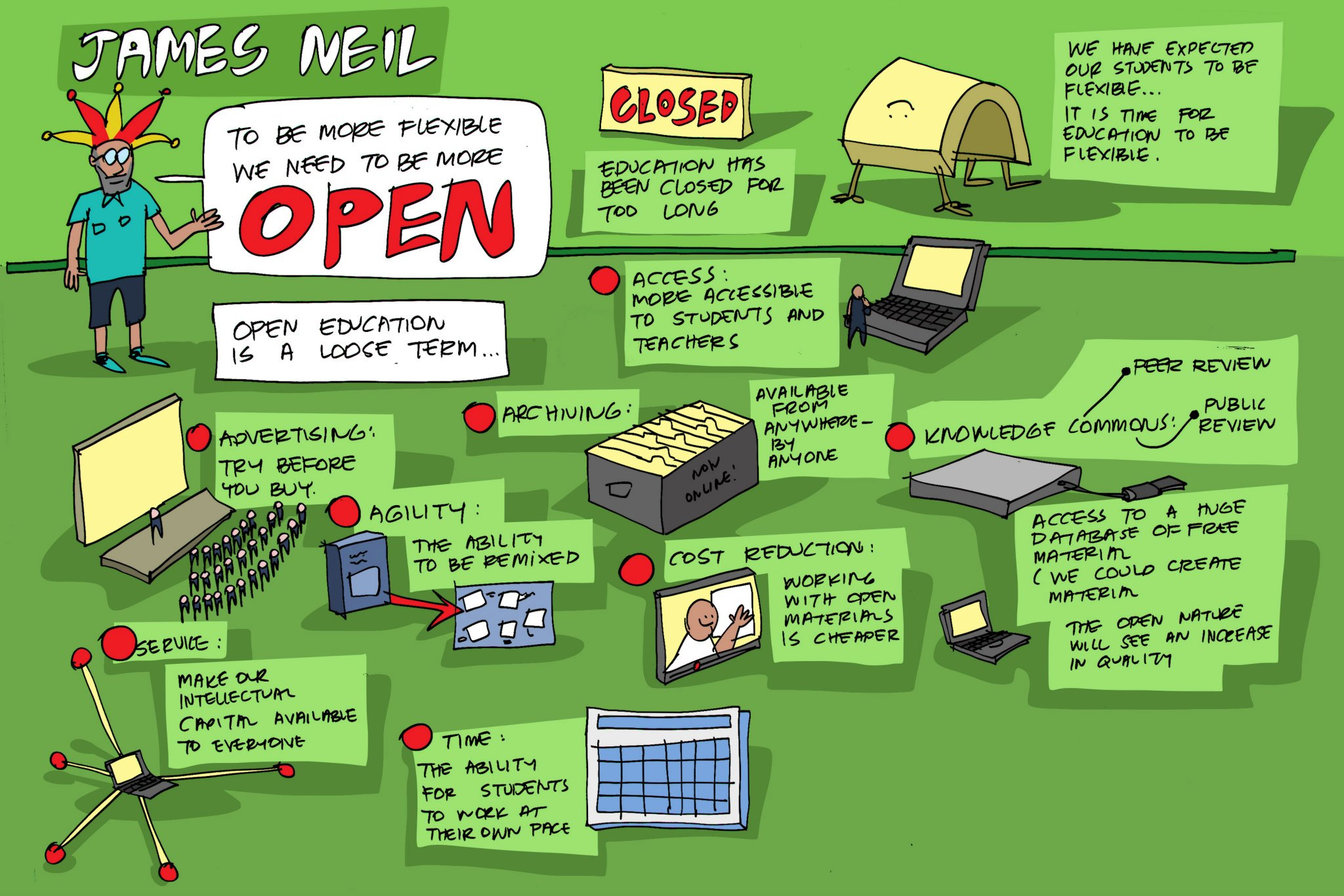
オープンエデュケーションと柔軟な学習

オープンエデュケーション（英: Open education）とは、オープンネスに基づく教育運動である。批判的教育学など他の教育運動とも関連しており、社会における参加の拡大と包摂性を重視する教育的立場を取っている。オープンエデュケーションは、従来は正式な教育制度を通じて提供されていた学習や訓練へのアクセスを拡大するものであり、通常（ただし必ずしもそうとは限らない）遠隔教育やオンライン教育を通じて提供される。「オープン」という形容詞は、制度に基づく学習への参加機会やその認知を妨げる障壁の排除を意味している。教育の「オープン化」の一側面としては、オープン教育リソースの開発とそれを活用したオープンエデュケーションの実践が挙げられる。
オープンエデュケーションに沿った制度的実践の例としては、入学要件の廃止など、参入障壁の引き下げがある。そのような実践を採用している大学には、イギリスのオープン大学、カナダのアサバスカ大学やTRU-OL、スペインのカタルーニャ・オベルタ大学などが含まれる（公開大学の一覧も参照）。Massive open online course（MOOC）やオープンコースウェアは、世界中の大学で採用されている最も新しく、可視性の高いオープンエデュケーションのアプローチの一部である。多くのMOOCは受講料が無料であるが、認定取得には費用がかかる場合があり、これが障壁となることもある。多くのオープンエデュケーション機関は、イギリスのUKASやアメリカのANABのような団体によって認証された認定制度を提供しており、他にはデジタルバッジを提供する例もある。

## オープンエデュケーションの起源
オープンエデュケーションは、より広範なオープンネス運動の一部である。特に高等教育においては、17世紀のヨハネス・アモス・コメニウスの思索にその起源があり、彼は教育へのオープンアクセスを中心的な目標として提唱した。一部の著者は、オープンエデュケーションの学術的議論の起源を、初等教育における進歩的教育運動に見出しており、それは教育手法の開放性と教室内外での学習者の自律性の促進に関連している。高等教育におけるオープンネスの話題に戻ると、1960年代から1970年代の戦後期には「世界的な教育危機」が発生していた。この時代、科学的および経済的繁栄の中で高等教育の需要が高まっていたが、教育制度の対応は遅れており、その結果、多様で大規模な生涯学習者集団のニーズに応える新たなモデルが求められるようになった。こうした状況が、世界的なオープンおよび遠隔教育制度の確立へとつながり、その中で多くの革新的で進歩的な教育のアイデアが展開された。今日、オープンエデュケーションが高等教育を中心に主流教育の一部として成長していることは、1970年代に始まった公開大学の発展と直接的に結びついている。
オープンエデュケーションと科学的・経済的進歩との関連性は偶然ではない。教育におけるオープンネスは、社会、文化、経済の変化するニーズ、特にデジタル技術やネットワーク技術の急速な進化と密接に結びついている。技術、教育学、そして関連する社会経済的発展は、オープンエデュケーションや遠隔教育、またその実践を定義する知的および理論的基盤と相互依存の関係にある。
近年のオープンエデュケーションの発展は、高等教育で一般的な著作権付き教材の配布に比べて、ウェブ上でリソースをほとんどコストなしで共有できるようになったことに起因している。その初期例としては、2002年にマサチューセッツ工科大学（MIT）によって設立されたオープンコースウェアプログラムがあり、これには200以上の大学や組織が続いた。さらに、1999年にライス大学で設立され、のちにOpenStaxへと発展したConnexionsも存在する。オープンアクセス運動の中で出された自然・人文科学における知識へのオープンアクセスに関するベルリン宣言と同様に、オープンエデュケーションにおける目標や意図は、ケープタウンオープンエデュケーション宣言に明記されている。MOOCは、オープンネスの原則に基づいたより新しい形態のオンライン講座である。2010年代初頭から注目を集めており、エデックス、コーセラ、Udacityなどのオンラインプラットフォームがその例である。

## オープンエデュケーションの特徴
オープンエデュケーションは、オープンナレッジ、オープンガバメント、オープンアクセス、オープンデータ、オープンソース、フリーカルチャー運動を含む、社会における広範なオープンネス運動の一部と見なされることが多い。しかし、オープンエデュケーションに対しては批判的なアプローチも展開されており、オープンネスの文脈に対する精緻な検討の必要性、参加・権力・社会正義に関する問題、オープンとクローズドの二項対立を超える視点の重要性、フォーマルおよびインフォーマルな教育形態間の関係や教員と学習者の関係を検討する必要性が強調されている。教育におけるオープンネスは、理解可能であると同時に、複数の層と次元を持つ論争的な概念と考えられている。それは適応的、柔軟的、かつ進化的な概念として特徴づけられる。
オープンエデュケーションの推進者たちは、オープンエデュケーションの利益を十分に実現するためには、オープンエデュケーションの実践（OEP）に焦点を当てる必要があると主張している。OEPを活用することで、オープンエデュケーションを受ける者はネットワーク上に遍在する知識を認識し、主体性、エンパワーメント、グローバル市民参加を促進することを目指した学習が可能となる。
同様に、オープンネスを支持する他の並行運動も存在し、en:Networked learning、コネクテッド・ラーニング、社会技術などが含まれる。
オープンエデュケーション研究者であるキャサリン・クロニンは、実践におけるオープンエデュケーションの主要な特徴を以下のように特定している。

- アクセス 教育、オープンエデュケーション資源、オープン教科書、オープン・スカラーシップ。
- 協働 機関、制度システム、地理的境界を超えた他者との協働。
- 創造・共創 知識のオープンな創造・共創。
- 統合 正規学習とインフォーマル・ラーニングの実践、ネットワーク、アイデンティティの統合。

### プライバシーとデータセキュリティ
オープンエデュケーションがデジタルプラットフォームにますます依存するようになるにつれ、学生データの管理と保護に対する懸念が高まっている。多くのプラットフォームは個人情報を収集しており、不正アクセスや侵害を防ぐためのプライバシー保護の適切性に疑問が投げかけられている。
オープンエデュケーション資源は学習へのアクセス拡大と障壁削減を目的としているが、しばしば第三者技術を通じて提供され、これらの技術はユーザーデータを収集したり、外部団体と情報を共有したりする可能性がある。場合によっては、学生はオンラインコースに参加するために、商業的なデータ利用や監視を含む広範な利用規約に同意しなければならない。
これらは、学習者の自律性、透明性、公平なアクセスというオープンエデュケーションの基本目標と矛盾する可能性がある。学習管理システムやオンラインツールを含むオープンエデュケーションプラットフォームは、データ収集および使用慣行について透明性を欠くことが多く、学生のプライバシー懸念を悪化させることがある。
ユーザーの個人情報がどのように扱われるかについての同意の欠如は、ユーザーにとって脆弱性を生み出す。生体認証や機密個人データの長期保存は、適切なセキュリティポリシーと対策が講じられない場合、リスクを増大させる。多くのスマート教育環境はセキュリティが不十分であり、マルウェアやフィッシングなどのサイバー攻撃に対して脆弱である。
シカゴ大学とニューヨーク大学の研究では、これらのツールが教育目的に必要以上の広範な学生活動を追跡していることが明らかになった。これにより、監視と個人情報の不正使用の可能性、すなわち学生の学業記録、学習習慣、学習行動に対する懸念が高まっている。専門家は、オープンエデュケーションプラットフォームが透明性、強固なセキュリティ対策、明確なデータポリシーを優先することを推奨している。

## オープンエデュケーションの理論的基盤

オープンエデュケーションと柔軟な学習

オープンエデュケーションでは、特に生涯学習の観点から学習者が学習において主体性を発揮したいという信念に動機づけられる。歴史を通じて、オープンエデュケーションはアクセス、柔軟性、公平性、協働、主体性、民主化、社会的正義、透明性、障壁の除去といった複数の意味と結びつけられてきた。オープンエデュケーションの研究者や実践者は、社会構成主義、行動主義、認知主義といった一般的な教育理論を採用した上で、オープン大学の登場や、en:Networked learningやコネクティビズムのような高度で洗練されたデジタル技術の出現に伴い、独自の理論的基盤を築いてきた。また、オープンエデュケーションはオープンネスの哲学にも影響を受けており、透明性や分散型意思決定といった概念を重視する特徴によって表現される。
初期のオープンエデュケーションの概念化は、自律学習を特徴としており、学習者は非同期学習を通じて時間や場所から独立し、自身の学習戦略と実践を発展させることにより、個別化された学習や学習者の主体性・自律性に焦点を当てていた。
近年では、オープンエデュケーションを支える理論は、ネットワーク化されたデジタル技術の急速な進化とソーシャルソフトウェアの高度化に伴って発展してきた。ギャリソン、アンダーソン、アーチャー（2000年）によって提案された探求の共同体（CoI）は、教育実践を支援するためのComputer-Mediated Communicationの使用において概念的秩序を提供し、ヒューリスティックなツールとして機能するように開発されたもので、特にオンラインおよびオープンエデュケーションにおいて重要である。CoIモデルは、有意義なオンライン学習経験は、認知的プレゼンス、社会的プレゼンス、教育的プレゼンスの相互作用によって形成されると主張する。
オープンエデュケーションには、他にもさまざまな理論や概念的枠組みが関連している。たとえば、コネクティビズムは、複雑系科学の影響を受けた非線形的学習アプローチであり、知識のコミュニティはネットワーク型学習環境内のつながりを通じて形成されるとする。コネクティビズムは、学習者の自律性や主体性の重視、OERの活用を通じて、オープンネスと結びついている。
ヒュータゴジー（英: Heutagogy）と呼ばれる自己決定学習の研究もまたオープンエデュケーションと関係しており、これは自己効力感、能力、メタ認知と内省、非線形的学習の原理に基づいている。自己決定学習は、教育学、アンドラゴジー、ヒュータゴジーの間の連続的経験の一部として捉えられ、教師中心から学習者決定型の環境・活動への移行を反映している。
学習エコロジーの枠組みも、オープンエデュケーションを支援するものであり、生涯学習やライフワイド・ラーニングの観点から、同時に複数の文脈にまたがって多様な場所で学習が行われることを特徴とする。このアプローチは、自己持続的で関心主導の境界を越えた学習を可能にする新しい技術の可能性に依存しており、オープンエデュケーションの動きと密接に関連している。
en:Rhizomatic learningのアプローチもまた、オープンエデュケーションの一形態を支えるものであり、カリキュラムがコミュニティと結びついており、学習者が多様に接続された学習環境を移動し、つながりを作り、学習プロセスを交渉し、変化に適応していく有機的なプロセスとして特徴づけられる。
コネクティビズム、ヒュータゴジー、Rhizomatic learningを含む近年のオープンエデュケーションの理論的基盤においては、オープンネスは、学習者中心で非線形的な学習環境とリソースの設計、ならびに学習者の主体性と自律性の促進から生じる。

## 利用される技術
オープンエデュケーションに利用可能な技術は、プログラム全体の効率において重要である。これらは教育の普及において絶対的な開放性を促進し、費用や関連性のあるリソースへのアクセスなどの障壁を排除する。利用可能な技術が見つかった後は、特定のオンライン教育プログラムに適切に応用する必要がある。
オープンエデュケーションは通常、世界中の多くの個人にとって異なる時間と場所で行われるため、プログラムを強化するために特定の技術を活用する必要がある。これらの技術は主にオンラインであり、さまざまな目的に使用される。ウェブサイトやその他のコンピュータベースのトレーニングは、講義ノート、評価、その他のコース教材を提供するために使用される。ビデオも提供され、講師、授業イベント、トピックディスカッション、教員インタビューなどを特徴とする。YouTubeやiTunesUがこの目的によく利用される。学生は、Skype、電子メール、オンライン学習グループ、またはソーシャルブックマークサイトでの注釈を通じてコンピュータ会議を利用して交流できる。その他のコース内容は、テープ、印刷物、CDを通じても提供される。
政府、教育機関、人々は教育の重要性を認識している。人間の知識は、有能なリーダー、革新者、教師を生み出す上で極めて重要である。教育制度は、各個人により良い人生を築く機会を提供しなければならない。技術は教育機会の拡大を容易にした。インターネットを通じて、学生はほぼあらゆるトピックに関する情報を簡単に見つけることができ、指導者は数秒で学生に専門知識を共有することができる。教育資料は追加費用なしに世界中の聴衆に普及される。進化する技術により、学習者は自宅の快適さの中で世界中のコミュニティと交流することが可能となった。遠隔学習のもと、大学やカレッジはオンラインコースを通じて影響力を拡大し、世界中の誰もが受講できるようになった。
オープンエデュケーションには、財政的、技術的、法的障害に妨げられない実践やツールなどのリソースが含まれる。これらのリソースはデジタル環境内で容易に使用・共有される。技術は日常的に情報を送受信する手法を革命的に変え、特に教育において顕著である。ウェブリソースの可用性はすべてを変革した。オープンエデュケーションは、学習、教育、研究用ソースから成るオープン教育リソース（OER）に基づいている。オープンエデュケーションにより、何年もの間インフレ率の3倍を超えて急騰してきた教科書のコストが教育を妨げることがあってはならない。NBCニュースによるアメリカ合衆国労働省労働統計局データのレビューに基づくと、1977年1月から2015年6月までに学生用書籍の価格はインフレ率の3倍上昇し、1,041パーセントの増加を記録した。
COVID-19パンデミック時、世界的なロックダウンに伴いリモート学習が普及した。Google Classroom、Nearpod、Kahoot!といったツールは、何百万人もの学生に対するオンライン学習への移行を支援した。
OERはこの問題を解決できる可能性があり、教材はオンラインで無料、印刷版も経済的に提供される。教科書購入に充てられていた資金を技術への投資に再配分し、教育手段を向上させ、債務を軽減できる。研究によると、質の高い教材へのアクセスにより、多くの学生の学習効果が向上したことが示されている。技術には教育と学習をより高いレベルへ引き上げる無限の可能性がある。

## Open Education Week (OE Week)
Open Education Week（OE Week）は、毎年3月の第1週に開催される年次イベントである。2012年以降、世界中のオープンエデュケーション実践者たちがオープン教育リソースに対する情熱を共有し、オープンエデュケーションの実践を紹介してきた。